# Johngarthia
Johngarthia is een geslacht van kreeftachtigen uit de klasse van de Malacostraca (hogere kreeftachtigen).

## Soorten
- Johngarthia lagostoma (H. Milne Edwards, 1837)
- Johngarthia malpilensis (Faxon, 1893)
- Johngarthia planata (Stimpson, 1860)
- Johngarthia weileri (Sendler, 1912)